# Валуєв Петро Олександрович
Петро́ Олекса́ндрович Валу́єв (нар. 22 вересня (4 жовтня) 1815, Царицино, Московська губернія, Російська імперія — пом. 27 січня (8 лютого) 1890, Санкт-Петербург, Російська імперія) — російський державний діяч, граф. Губернатор Курляндської губернії (1853—1858 роки), міністр внутрішніх справ (1861—1868 роки), голова комітету міністрів (1879—1881 роки).

## Життєпис

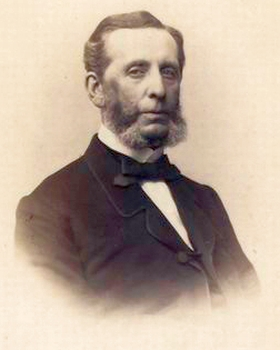
Петро Валуєв у 1864—1866 рр.

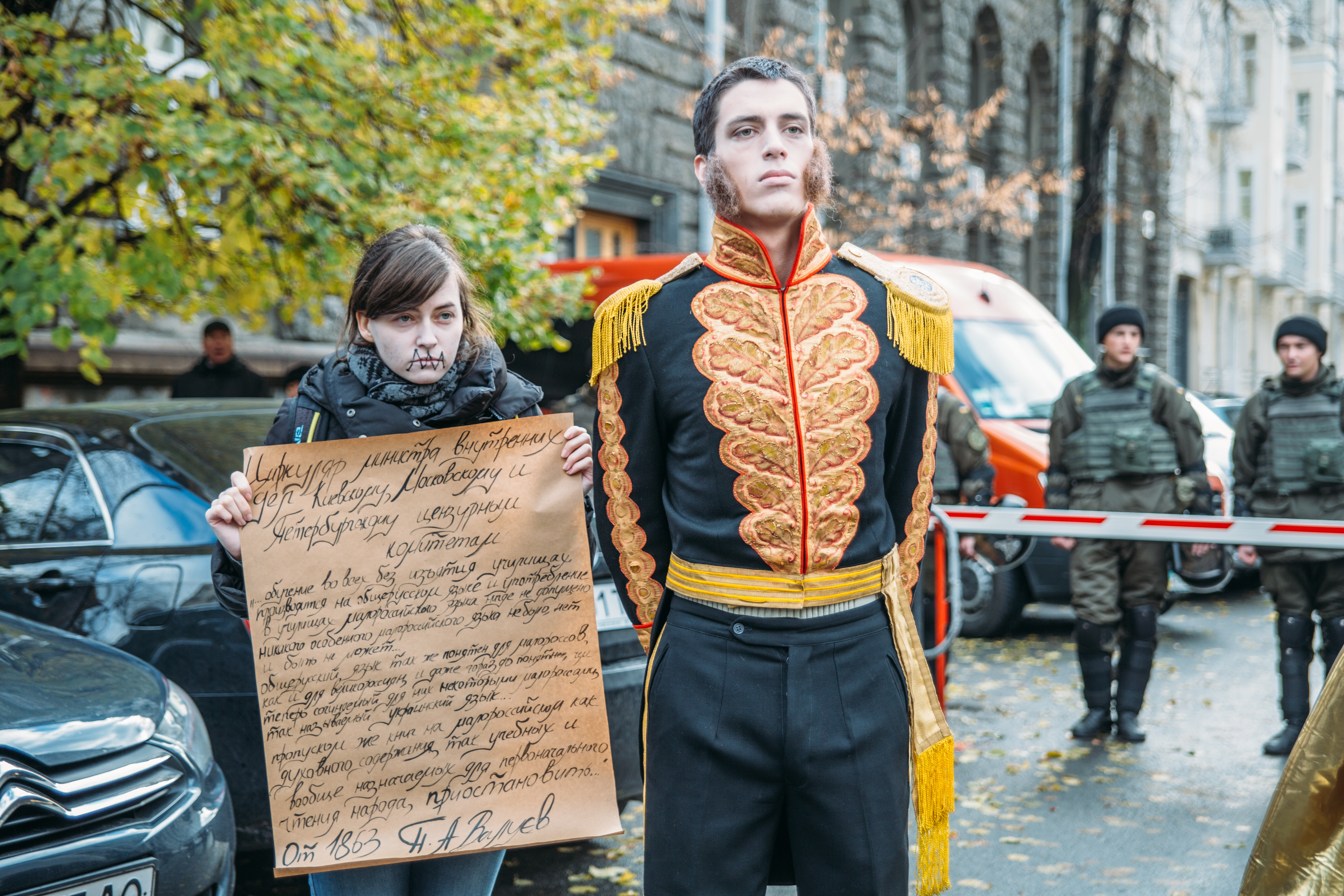
«Петро Валуєв» та його «циркуляр» біля Адміністрації Президента України, зображені учасниками перформансу проти русифікації, що був проведений рухом Відсіч у День української писемності та мови 2015 року

Склавши іспит при Московському університеті, служив в канцелярії московського військового генерал-губернатора, в 2-му відділенні власної Його Імператорської Величності канцелярії.
У 1845 році призначений чиновником особливих доручень при Ризькому військовому генерал-губернаторі Головіні. Завдяки зв'язкам, (між іншим, через жінку, дочку поета Петра Вяземського), а також працьовитості, знанню іноземних мов, вмінню говорити і писати офіційні папери, але все більше завдяки майстерному лавіруванню між протилежними течіями, він зробив блискучу кар'єру.
У 1853 році він був призначений курляндським губернатором.
У 1855 році Валуєв написав записку: «Дума русского» (надрукована у 1891 році в «Руській Старині», № 5) та розіслав її в рукописі великому князю Костянтину Миколайовичу та іншим високопоставленим особам, що вважалися прихильниками реформ. У цій записці він доводив, що немає місця багатомовності в Російській імперії.
У 1858 році Валуєв був призначений директором 2-го департаменту міністерства державного майна, а потім і статс-секретарем.
У 1861 році призначений на посаду міністра внутрішніх справ. Шестирічне управління Валуєва міністерством відзначалось протистоянням національно-визвольному руху народів Російської імперії, в першу чергу українського. Валуєв, відомий своєю заявою, що «ніякої окремої малоросійської мови не було, немає і бути не може» підготував так званий Валуєвський циркуляр 1863 року про обмеження української мови.
Валуєв залишив посаду міністра внутрішніх справ у 1868 році, проте продовжував займати відповідальні посади в державному апараті. Так в 1870 році він став ініціатором запровадження загальної військової повинності.
У 1872—1879 роках міністром державного майна, з 1879 року головою Кабінету міністрів.
З 1881 року — у відставці.